# Tsilavina Razanakoto
Fanomezantsoa Tsilavina Razanakoto (ur. 21 lipca 1999 w Antananarywie) – madagaskarski piłkarz grający na pozycji napastnika. Jest wychowankiem klubu Fosa Juniors FC.

## Kariera klubowa
Razanakoto jest wychowankiem klubu Fosa Juniors FC. W 2021 roku zadebiutował w jego barwach w pierwszej lidze madagaskarskiej. W sezonie 2022/2023 wywalczył z nim mistrzostwo Madagaskaru.

## Kariera reprezentacyjna
W reprezentacji Madagaskaru Razanakoto zadebiutował 1 czerwca 2022 w przegranym 0:3 meczu kwalifikacji do Pucharu Narodów Afryki 2023 z Ghaną, rozegranym w Cape Coast.